# Tove i stykker
|  | Denne artikel er oprettet af botten Steenthbot ud fra en ekstern database. Den kan derfor have sproglige fejl eller mangler. Denne skabelon kan fjernes efter kontrol af indholdet. |

Tove i stykker er en dansk dokumentarfilm fra 2020 instrueret af Sami Saif.

## Handling
Tove Ditlevsen levede en form for dobbelt liv. Imens mennesket Tove faldt fra hinanden, kunne forfatteren Tove Ditlevsen i ”Det Ovale Rum” i ophøjet ro, analysere og beskrive sit liv. Det er nærliggende at spørge, om Tove i virkeligheden ikke levede sit liv for at leve det, men for at kunne skrive om det.